# Пиннок, Ли-Энн
Ли-Энн Пиннок (англ. Leigh-Anne Pinnock, род. 4 октября 1991 года) — британская певица, автор песен, актриса и участница британской группы Little Mix. После ухода группы на перерыв в 2022, она выпустила свой дебютный сингл «Don't Say Love» 16 июля 2023 года.

## Юность
Ли-Энн Пиннок родилась и выросла в Хай-Уиком, графство Бакингемшир в семье Деборы Торнхилл, учительницы Харлингтонской школы, и Джона Пиннока, механика. Пиннок имеет барбадосское и ямайское происхождение . Ее родители развелись в 2009 году. У нее есть две сестры Сиан-Луиза и Сайра Пиннок. Большую часть времени она проводила с дедушкой на Ямайке. Пиннок закончила школу сэра Уильяма Рамзи, учитель драмы описывал ее как трудолюбивую, амбициозную и талантливую. Затем, в одиннадцать лет она поступила в театральную школу Сильвии Янг. Работала официанткой в Pizza Hut.

## Карьера
На прослушивании в The X Factor Пиннок исполнила песню Рианны «Only Girl (In the World)». Джейд Фёруолл и Ли-Энн Пиннок объединились в группу Orion, Перри Эдвардс и Джеси Нельсон сформировали группу под названием Faux Pas. Обе группы не продвинулись вперед. Позже было принято решение объединить всех участниц в группу Rhythmix. 28 октября 2011 года было объявлено, что новое название группы — Little Mix. 11 декабря 2011 года Little Mix были объявлены победителями 8 сезона шоу. Группа стала успешной и выпустила шесть альбомов: «DNA», «Salute», «Get Weird», «Glory Days», «LM5» и «Confetti».
В феврале 2015 года Пиннок запустила модный блог на Tumblr под названием «Leigh Loves». Позже в том же месяце Пиннок начала заниматься выпуском коллекции купальников с Габриэль Уркхарт под названием «In'A'Seashell». Она также стала новым лицом спортивного бренда Umbro в марте 2019 года. В апреле 2020 года стало известно, что Пиннок запустит документальный фильм с BBC, рассказывающий о расизме в Великобритании. В ноябре 2020 года она выпустила коллекцию одежды совместно с британским интернет-магазином модной одежды ASOS. Позже в том же месяце было объявлено, что она снимется в предстоящем рождественском фильме «Boxing Day».
В марте 2021 года было объявлено, что Пиннок подписала контракт с Taps Music, чтобы сосредоточиться на своей сольной карьере. Она заявила о своем намерении совмещать сольную карьеру с участием в группе.

## Личная жизнь
С 2013 по 2016 год Пиннок состояла в отношениях с футболистом, Джорданом Киффином, с которым познакомилась на вечеринке по случаю выпуска сингла Little Mix «Wings». В 2016 году было подтверждено, что она начала встречаться с футболистом, Андре Греем. Пара обручилась 28 мая 2020 года. В 2019 году Пиннок вместе с другими британскими знаменитостями поднялась на гору Килиманджаро, чтобы собрать средства для фонда «Разрядка смехом». В интервью журналу Glamour в марте 2019 года Пиннок рассказала о борьбе с расизмом и комментариями в Twitter, она чувствовала себя невидимой в течение первых трех лет существования группы, как единственная чернокожая девушка в Little Mix.
4 мая 2021 года стало известно, что Пиннок и ее жених ожидают первенца. 16 августа 2021 года у пары родились двойняшки.